# Cathorops wayuu
Cathorops wayuu, el pez gato wayúu o bagre cuiche, es una especie de pez de la familia Ariidae en el orden de los Siluriformes. Se encuentra en aguas costeras y estuarinas poco profundas, desde Camarones (Colombia), hasta el Golfo de Paria, en Venezuela. La longitud máxima del cuerpo registrado es de 31,4 cm.